# Lillberget (naturreservat)
Lillberget är ett naturreservat i Vindelns kommun i Västerbottens län.
Området är naturskyddat sedan 1996 och är 75 hektar stort. Reservatet omfattar Lillberget och norra delen av Vinbrännan och mellan dem entjärn, omgiven av öppna och trädklädda våtmarker. Bergen är bevuxna med gammal tall- och barrblandskog.